# Byzance (film)
Pour les articles homonymes, voir Byzance (homonymie).
Pour plus de détails, voir Fiche technique et Distribution.
Byzance est un film français réalisé par Maurice Pialat, sorti en 1964.

## Synopsis
La chute de Byzance et son pillage en 1453

## Fiche technique
- Titre : Byzance
- Réalisation : Maurice Pialat
- Scénario : Maurice Pialat
- Commentaire de Stefan Zweig, dit par André Reybaz
- Société de production : Como-Films
- Photographie : Willy Kurant
- Pays de production : France
- Format : Noir et blanc - Mono - 35 mm
- Durée : 11 min
- Date de sortie : 
  - France : 1964
- Visa : 27460 (délivré le 27 novembre 1964)